# 콜 오브 듀티: WWII
《콜 오브 듀티: WWII》(Call of Duty: WWII)는 슬레지해머게임즈에서 개발하고 액티비전에서 배급한 1인칭 슈팅 게임이다. 콜 오브 듀티 시리즈의 14번째 주요 작품으로 제2차 세계 대전을 배경으로 하고 있으며 2017년 11월 3일 마이크로소프트 윈도우와 플레이스테이션 4, 엑스박스 원으로 출시되었다.

## 게임 플레이
콜 오브 듀티: WWII는 전작과 같이 싱글 플레이(켐페인), 멀티 플레이, 나치 좀비를 지원하고 있으며 멀티 플레이에서는 새로운 멀티 모드인 워 모드를 지원하고 있다.

### 싱글 플레이
싱글 플레이인 캠페인에서는 전체적으로 미군인 대니얼스(Daniels)로서 플레이 할 수 있으며 특정 캠페인에서는 프랑스 레지스탕스, 전차 승무원 및 파일럿으로서 플레이 할 기회가 주어지게 된다. 전작과는 다르게 체력이 자동 회복이 되지 않고 메디킷을 사용해야만 체력을 회복할 수 있게 되었다. 메디킷나 탄약은 동료로부터 얻을 수 있으며, 캠페인 진행 도중 맵 곳곳에서도 찾을 수 있다. 또한 영웅적인 행동과 기념물을 얻는 수집적 요소가 있다.

#### 디 데이: 1944년 6월 6일
게임의 프롤로그를 보여주며, 노르망디 상륙작전을 배경으로 한다. 전체적으로 게임의 조작법을 익힐 수 있다. 해변가에서 상륙한 뒤 기관총 사수를 피해 적 참호의 철조망까지 도착 후 폭탄을 부착하고 폭발시킨 다음 참호에서 적들을 처치하며 기관총 사수를 사살시키는 것이 목표이다.

#### 코브라 작전: 1944년 7월 25일
고립된 중대를 구출시키는 것이 주 임무인 미션이다.

#### 요새: 1944년 7월 26일
대공포 파괴를 지원하는 것이 주 임무인 미션이다.

#### S.O.E.: 1944년 8월 20
독일의 V2 미사일을 운송하는 기차를 저지하는 것이 주 임무인 미션으로 잠입 플레이를 선호하고 있다. 만약 들키게 되면 기차가 출발하게 되는데, 지프를 타고 추격하여 저지해야 임무를 완수 할 수 있다.

#### 해방: 1944년 8월 25일
프랑스 파리 수복 작전이 주된 임무인 미션으로 프랑스 레지스탕스로서 잠입 플레이를 할 수 있다.

#### 부수 피해: 1944년 10월 18일
아헨에서 대니얼스의 소대를 지원하기 위해 전차 승무원으로서 플레이 할 수 있다. 전차를 몰아 적 전차를 격파하는 것이 주 목표인데. 진행 경로에 유탄을 장비한 채 대기하고 있는 독일군들을 저지하고. 독일군 전차의 후면이나 측면 쪽을 공격해 격파하게 되면 임무를 완수할 수 있다.

#### 죽음의 공장: 1944년 11월 14일
휘트르겐 숲에서 라인강으로 진격하기 위해 493 고지로 진격하는 것이 주된 미션이다.

#### 493 고지: 1944년 11월 14일
493 고지를 점령하는 것이 주된 내용인 미션이다.이곳에서 주인공의 상관인 터너병장이 사망한다.

#### 벌지 전투: 1944년 12월 25일
대니얼스의 중대를 지원하기 위해 파일럿으로서 플레이 할 수 있다. 직접 전투기에 탑승하여 적 전투기를 격파하는 것이 주 임무이다. 주의할 점은 너무 높은 고도로 비행하거나 낮은 고도로 비행할 시엔 임무에 실패하게 되니 고도를 적절히 유지하면서 적을 처치해야 하므로 상당한 난이도를 요구하는 임무이다.

#### 매복: 1944년 12월 27일
군수품 수송 차량을 탈취하고 독일군 부대에 잠입하여 점거하는 것이 주된 미션이다.

#### 라인강: 1945년 3월 7일
9 기갑사단, 99 보병사단과 함께 라인강을 건널 수 있는 유일한 교량을 확보하는 것이 주된 미션이다.
또한 이 미션을 마치면 에필로그를 볼 수 있으며 독일 포로 수용소의 참혹함을 느낄 수 있게 하였다. 참고로 에필로그에서 전 매복 작전에서 잡혀갔던 동료를 구출하게 되는데. 여기서 그 당시에 독일군이 유대인들을 상대로 얼마나 끔찍한 짓들을 저질렀는지 잘 묘사해주고 있다.

### 나치 좀비
이 모드에서는 나치 좀비를 혼자 또는 여러 사람과 처치할 수 있다.

## 평가
| 평가 |                                        |
| --- | -------------------------------------- |
| 통합 점수 통합사 점수 메타크리틱 79/100 (PS4) [ 1 ] 81/100 (XONE) [ 2 ] 76/100 (PC) [ 3 ] 평론 점수 평론사 점수 디스트럭토이드 7/10 [ 4 ] EGM 8.5/10 [ 5 ] 게임 인포머 8.75/10 [ 6 ] 게임 레볼루션 [ 7 ] 게임스팟 9/10 [ 8 ] 게임스레이더+ [ 9 ] 자이언트 밤 [ 10 ] IGN 8/10 [ 11 ] PC 게이머 (US) 70/100 [ 12 ] 폴리곤 7/10 [ 13 ] |                                        |
| 통합 점수 |                                        |
| 통합사 | 점수                                   |
| 메타크리틱 | 79/100 (PS4) 81/100 (XONE) 76/100 (PC) |
| 평론 점수 |                                        |
| 평론사 | 점수                                   |
| 디스트럭토이드 | 7/10                                   |
| EGM | 8.5/10                                 |
| 게임 인포머 | 8.75/10                                |
| 게임 레볼루션 | [ 7 ]                                  |
| 게임스팟 | 9/10                                   |
| 게임스레이더+ | [ 9 ]                                  |
| 자이언트 밤 | [ 10 ]                                 |
| IGN | 8/10                                   |
| PC 게이머 (US) | 70/100                                 |
| 폴리곤 | 7/10                                   |